# Hydraecia viola
Hydraecia viola är en fjärilsart som beskrevs av Felix Bryk 1948. Hydraecia viola ingår i släktet Hydraecia och familjen nattflyn. Inga underarter finns listade i Catalogue of Life.